# Hypocyrtus substrumosus
Hypocyrtus substrumosus är en insektsart som beskrevs av Ludwig Redtenbacher 1908. Hypocyrtus substrumosus ingår i släktet Hypocyrtus och familjen Pseudophasmatidae. Inga underarter finns listade i Catalogue of Life.